# John Ier Stanley de Man
John Stanley (v. 1350 - 1414), roi et seigneur de Man et des Îles, le premier porteur de ce nom, est Lord lieutenant d'Irlande et roi de l'île de Man. Par la suite, les représentants de la famille Stanley devinrent comtes de Derby et continuent de jouer un rôle dans l'histoire de l'Angleterre moderne.

## Origine
John Stanley est le descendant d'un compagnons de Guillaume le Conquérant, Adam d'Aldithley établi dans le Staffordshire et le Derbyshire. Le patronyme « Stanley » dérive de Stoneley dans le Derbyshire

## Biographie
Il est le fils de William Stanley de Storeton. En 1385, il épouse Isabel Lathom (héritière de Lathom and Knowsley) (morte en octobre 1414). De leur union nait John II Stanley vers 1386 et Thomas, ancêtre des Staley de Elford Pipe. Doté de faits militaires de qualité, il est le confident de Richard II d'Angleterre, qui lui confie la fonction de Lord Lieutenant d'Irlande.
Peu de temps avant le coup d'État (1399) mené par le futur Henry IV, John Stanley choisit habilement de prendre le parti du futur souverain et rejoint Henri de Lancastre contre Richard. Cette alliance lui vaut, après le couronnement du nouveau roi, des domaines dans le Cheshire.

## Roi de Man
Le 4 octobre 1405, le roi Henri IV d'Angleterre lui remet le titre de roi de l'île de Man, qu'il a confisqué au rebelle Henry Percy, premier comte de Northumberland, à la condition, lui dit le roi, « de remettre à nos héritiers, les futurs rois d'Angleterre, deux faucons le jour de leur couronnement ». En 1408, il s'établit en Irlande pour y exercer ses fonctions de Lord Lieutenant. Il y meurt en 1414. Après le rapatriement de son corps à Lathom, il est finalement enterré au prieuré de Burscough, près d'Ormskirk.

## Source
- (en) Mike Ashley The Mammoth Book of British Kings & Queens (England, Scotland and Wales) Robinson  London (1998) (ISBN 1841190969) p. 583.

## Liens